# A Little Less Sixteen Candles, a Little More "Touch Me"
"A Little Less Sixteen Candles, a Little More 'Touch Me'" är den tredje singeln från Fall Out Boys album From Under the Cork Tree.

## Låtlista
| Nr | CD 1                                                      | Version                 |      |
| -- | --------------------------------------------------------- | ----------------------- | ---- |
| 1. | "A Little Less Sixteen Candles, A Little More "Touch Me"" | Album version           | 2:49 |
| 2. | "So Sick"                                                 | BBC Radio 1 Live Lounge |      |

| Nr | CD 2                                                                      | Version        |      |
| -- | ------------------------------------------------------------------------- | -------------- | ---- |
| 1. | "A Little Less Sixteen Candles, A Little More "Touch Me""                 | Album version  | 2:49 |
| 2. | "Roxanne"                                                                 | Album version  | 3:12 |
| 3. | "Our Lawyer Made Us Change The Name Of This Song So We Wouldn't Get Sued" | Sessions @ AOL | 3:08 |

| Nr | 7"                                                        | Version           |      |
| -- | --------------------------------------------------------- | ----------------- | ---- |
| 1. | "A Little Less Sixteen Candles, A Little More "Touch Me"" | Album version     | 2:49 |
| 2. | "Of All the Gin Joints In All The World"                  | Zane Lowe Session | 3:11 |

## Annat
- A little less sixteen candles är en hänvisning till filmen Födelsedagen (originaltitel: Sixteen Candles) med Molly Ringwald, och "Touch Me" hänvisar till en låt av Samantha Fox.
- I början av den stora fightscenen, när Pete Wentz tittar på sin fiende, visas en kort flashback när Pete ler och plötsligt biter en vampyr honom.
- Bilen som bandmedlemmarna kör i till fightscenen har clandestine bat-märket på sig.
- Gitarr riffen som hörs i början av videon, när Patrick skriver i sin bok, är från deras låt "Sophomore Slump or Comeback of the Year".
- I Petes flashback, under fightscenen tar Pete tag i den sista vampyrens hals och lyfter upp honom, linan som används för att lyfta upp vampyren syns i bakgrunden.

## Musikvideo
I videon syns medlemmar från olika band och människor som associerar till Fall Out Boy. De inkluderar:
- William Beckett från The Academy Is... som ledare av the Dandies. Han är den som gjorde Pete till vampyr, enligt flashbacken i videon.
- Michael Carden från The Academy Is... som en av the Dandies. Han syns hjälpa en annan vampyr kasta någon mot en bil.
- Brendon Urie från Panic! At the Disco, en av the Dandies. Främst syns han använda krafter som hypnotiserar unga kvinnor så att de dansar med honom innan han förvandlar dem.
- Spencer Smith från Panic! At the Disco, en av the Dandies. Han syns också använda krafter som hypnotiserar unga kvinnor så att de dansar med honom innan han förvandlar dem.
- Travis McCoy från Gym Class Heroes, en av vampyrerna från the Hood. Han syns ge Clandestine-gänget ett tecken (förmodligen formad som en fladdermus) och han syns knuffa till en annan vampyr från the Hood som är i bråk med en punk-vampyr.
- Charlie, Fall Out Boys security manager spelar präst i videon (han syns även i videorna till "Dance, Dance", "This Ain't A Scene, It's An Arms Race" och "Thnks fr th Mmrs").
- Dirty, en kille som jobbar med Fall Out Boy, samlar information till Patrick. Han blir attackerad och dödad av en av punkvampyrerna.